# Golgo
En la mitología griega, Golgo (Γόλγος / Gólgos) era el único hijo varón de Afrodita con el eternamente joven Adonis. Una hermana suya fue Béroe.
Dirigió un grupo de colonos procedentes de Sición y fue fundador de la ciudad de Golgos, en Chipre, a la que dio su nombre y consagró a su madre, la diosa del amor. Se contaba que en Golgos se rendía culto a Afrodita antes que en la ciudad de Pafos.